# Barbourula
Barbourula är ett släkte av groddjur. Barbourula ingår i familjen Bombinatoridae.
Arterna förekommer på Filippinerna och på Borneo (den indonesiska delen).
Arter enligt Catalogue of Life och Amphibian Species of the World:
- Barbourula busuangensis
- Barbourula kalimantanensis

## Bildgalleri

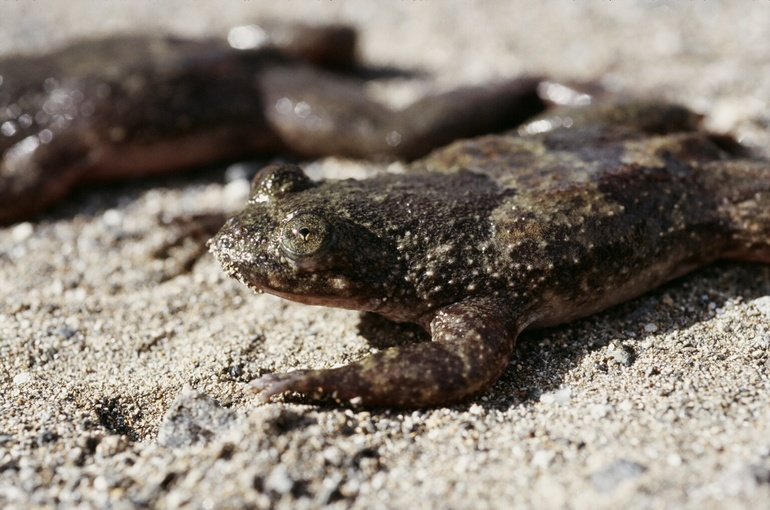